# Olympische Sommerspiele 2024/Teilnehmer (Armenien)
| Gelbes Symbol für Goldmedaillen mit stilisierten Olympischen Ringen | Graues Symbol für Silbermedaillen mit stilisierten Olympischen Ringen | Braundes Symbol für Bronzemedaillen mit stilisierten Olympischen Ringen |
| ------------------------------------------------------------------- | --------------------------------------------------------------------- | ----------------------------------------------------------------------- |
| —                                                                   | 3                                                                     | 1                                                                       |

Armenien nahm an den Olympischen Spielen 2024 vom 26. Juli bis zum 11. August 2024 in Paris mit 15 Athleten (13 Männer, 2 Frauen) teil. Es war die insgesamt achte Teilnahme an Olympischen Sommerspielen.

## Medaillen

### Medaillenspiegel
| Rang   | Sportart     | Gold | Silber | Bronze | Gesamt |
| ------ | ------------ | ---- | ------ | ------ | ------ |
| 1      | Ringen       | –    | 1      | 1      | 2      |
| 2      | Gewichtheben | –    | 1      | –      | 1      |
| 2      | Turnen       | –    | 1      | –      | 1      |
| Gesamt | Gesamt       | 0    | 3      | 1      | 4      |

### Medaillengewinner
| Name/n           | Sportart     | Wettkampf                                    |
| ---------------- | ------------ | -------------------------------------------- |
| Silber           |              |                                              |
| Warasdat Lalajan | Gewichtheben | Männer, Klasse über 102 kg                   |
| Artur Aleksanjan | Ringen       | Männer, griechisch-römisch, Klasse bis 97 kg |
| Artur Dawtjan    | Turnen       | Männer, Sprung                               |
| Bronze           |              |                                              |
| Malchas Amojan   | Ringen       | Männer, griechisch-römisch, Klasse bis 77 kg |

## Teilnehmer nach Sportarten

### Boxen
Beim zweiten internationalen Qualifikationsturnier in Bangkok gewann Dawit Tschalojan einen Quotenplatz im Superschwergewicht der Männer.
| Athleten         | Wettbewerb      | 1. Runde | 1. Runde | Achtelfinale | Achtelfinale | Viertelfinale | Viertelfinale | Halbfinale    | Halbfinale    | Finale        | Finale        | Rang |
| Athleten         | Wettbewerb      | Gegner   | Ergebnis | Gegner       | Ergebnis     | Gegner        | Ergebnis      | Gegner        | Ergebnis      | Gegner        | Ergebnis      | Rang |
| ---------------- | --------------- | -------- | -------- | ------------ | ------------ | ------------- | ------------- | ------------- | ------------- | ------------- | ------------- | ---- |
| Männer           |                 |          |          |              |              |               |               |               |               |               |               |      |
| Dawit Tschalojan | Klasse ab 92 kg | —        | —        | D. Orie      | 3:2          | A. Ghadfa     | 0:5           | ausgeschieden | ausgeschieden | ausgeschieden | ausgeschieden | 5    |

### Gewichtheben
Über die olympische Qualifikationsrangliste der IWF konnten sich drei armenische Gewichtheber für die Olympischen Spiele qualifizieren.
| Athleten            | Wettbewerb         | Reißen  | Reißen | Stoßen  | Stoßen | Zweikampf | Zweikampf | Rang   |
| Athleten            | Wettbewerb         | Gewicht | Rang   | Gewicht | Rang   | Gewicht   | Rang      | Rang   |
| ------------------- | ------------------ | ------- | ------ | ------- | ------ | --------- | --------- | ------ |
| Männer              |                    |         |        |         |        |           |           |        |
| Andranik Karapetjan | Klasse bis 89 kg   | 170 kg  | 5      | 200 kg  | 7      | 370 kg    | 7         | 7      |
| Garik Karapetjan    | Klasse bis 102 kg  | 186 kg  | 2      | 212 kg  | 5      | 398 kg    | 4         | 4      |
| Warasdat Lalajan    | Klasse über 102 kg | 215 kg  | 3      | 252 kg  | 2      | 467 kg    | 2         | Silber |

### Leichtathletik
Laufen und Gehen
| Athleten            | Wettbewerb | Vorlauf     | Vorlauf | Hoffnungslauf | Hoffnungslauf | Halbfinale    | Halbfinale    | Finale        | Finale        | Rang |
| Athleten            | Wettbewerb | Zeit        | Rang    | Zeit          | Rang          | Zeit          | Rang          | Zeit          | Rang          | Rang |
| ------------------- | ---------- | ----------- | ------- | ------------- | ------------- | ------------- | ------------- | ------------- | ------------- | ---- |
| Männer              |            |             |         |               |               |               |               |               |               |      |
| Jerwand Mkrttschjan | 800 m      | 1:49,91 min | 9       | 1:50,07 min   | 8             | ausgeschieden | ausgeschieden | ausgeschieden | ausgeschieden | 46   |

### Ringen
Über die Weltmeisterschaften 2023 erhielt Armenien Quotenplätze in fünf Gewichtsklassen.

#### Freier Stil
Legende: G = Gewonnen, V = Verloren, S = Schultersieg
| Athleten          | Wettbewerb       | Achtelfinale       | Achtelfinale | Viertelfinale  | Viertelfinale | Halbfinale    | Halbfinale    | Hoffnungsrunde Halbfinale | Hoffnungsrunde Halbfinale | Hoffnungsrunde Finale | Hoffnungsrunde Finale | Finale        | Finale        | Rang |
| Athleten          | Wettbewerb       | Gegner             | Ergebnis     | Gegner         | Ergebnis      | Gegner        | Ergebnis      | Gegner                    | Ergebnis                  | Gegner                | Ergebnis              | Gegner        | Ergebnis      | Rang |
| ----------------- | ---------------- | ------------------ | ------------ | -------------- | ------------- | ------------- | ------------- | ------------------------- | ------------------------- | --------------------- | --------------------- | ------------- | ------------- | ---- |
| Männer            |                  |                    |              |                |               |               |               |                           |                           |                       |                       |               |               |      |
| Arsen Harutjunjan | Klasse bis 57 kg | R. Bravo-Young     | 13:3         | G. Abdullayev  | 5:12          | ausgeschieden | ausgeschieden | ausgeschieden             | ausgeschieden             | ausgeschieden         | ausgeschieden         | ausgeschieden | ausgeschieden | 7    |
| Wasgen Tewanjan   | Klasse bis 65 kg | G. Dsebissaschwili | 11:0         | T. Tumur Ochir | 5:7           | ausgeschieden | ausgeschieden | ausgeschieden             | ausgeschieden             | ausgeschieden         | ausgeschieden         | ausgeschieden | ausgeschieden | 7    |

#### Griechisch-römischer Stil
Legende: G = Gewonnen, V = Verloren, S = Schultersieg
| Athleten         | Wettbewerb       | Achtelfinale | Achtelfinale | Viertelfinale   | Viertelfinale | Halbfinale          | Halbfinale | Hoffnungsrunde Halbfinale | Hoffnungsrunde Halbfinale | Hoffnungsrunde Finale | Hoffnungsrunde Finale | Finale        | Finale        | Rang   |
| Athleten         | Wettbewerb       | Gegner       | Ergebnis     | Gegner          | Ergebnis      | Gegner              | Ergebnis   | Gegner                    | Ergebnis                  | Gegner                | Ergebnis              | Gegner        | Ergebnis      | Rang   |
| ---------------- | ---------------- | ------------ | ------------ | --------------- | ------------- | ------------------- | ---------- | ------------------------- | ------------------------- | --------------------- | --------------------- | ------------- | ------------- | ------ |
| Männer           |                  |              |              |                 |               |                     |            |                           |                           |                       |                       |               |               |        |
| Slawik Galstjan  | Klasse bis 67 kg | A. Montaño   | 3:2          | M. Sylla        | 3:2           | S. Esmaeili Leivesi | 4:10       | —                         | —                         | L. Orta               | 0:7                   | ausgeschieden | ausgeschieden | 5      |
| Malchas Amojan   | Klasse bis 77 kg | J. Sarkkinen | 8:0          | A. Kavianinejad | 3:0           | N. Kusaka           | 1:3        | —                         | —                         | A. Wardanjan          | 3:1                   | ausgeschieden | ausgeschieden | Bronze |
| Artur Aleksanjan | Klasse bis 97 kg | Kim S.-j.    | 9:0          | R. Assakalov    | 9:5           | G. Rosillo          | 5:3        | —                         | —                         | —                     | —                     | M. Saravi     | 1:4           | Silber |

### Schießen
Im noch bis zum 9. Juni 2024 laufenden Qualifikationszeitraum konnten bisher zwei Quotenplätze erreicht werden.
| Athleten          | Wettbewerb       | Qualifikation   | Qualifikation | Finale          | Finale        | Rang |
| Athleten          | Wettbewerb       | Ringe/ Scheiben | Rang          | Ringe/ Scheiben | Rang          | Rang |
| ----------------- | ---------------- | --------------- | ------------- | --------------- | ------------- | ---- |
| Frauen            |                  |                 |               |                 |               |      |
| Elmira Karapetjan | 10 m Luftpistole | 576             | 9             | ausgeschieden   | ausgeschieden | 9    |

### Schwimmen
| Athleten               | Wettbewerb          | Vorlauf     | Vorlauf | Halbfinale    | Halbfinale    | Finale        | Finale        | Rang |
| Athleten               | Wettbewerb          | Zeit        | Rang    | Zeit          | Rang          | Zeit          | Rang          | Rang |
| ---------------------- | ------------------- | ----------- | ------- | ------------- | ------------- | ------------- | ------------- | ---- |
| Frauen                 |                     |             |         |               |               |               |               |      |
| Warsenik Manutscharjan | 100 m Schmetterling | 1:01,24 min | 26      | ausgeschieden | ausgeschieden | ausgeschieden | ausgeschieden | 26   |
| Männer                 |                     |             |         |               |               |               |               |      |
| Artur Barseghjan       | 100 m Freistil      | 51,54 s     | 56      | ausgeschieden | ausgeschieden | ausgeschieden | ausgeschieden | 56   |

### Turnen
Durch seine Leistungen bei den Weltmeisterschaften 2023 konnte Artur Dawtjan einen persönlichen Startplatz für die Olympischen Spiele erreichen. Über die Weltcup-Serie qualifizierte sich zudem auch sein Bruder Wahagn für Paris.

#### Gerätturnen
| Athleten       | Wettbewerb | Qualifikation | Qualifikation | Finale | Finale | Rang   |
| Athleten       | Wettbewerb | Punkte        | Rang          | Punkte | Rang   | Rang   |
| -------------- | ---------- | ------------- | ------------- | ------ | ------ | ------ |
| Männer         |            |               |               |        |        |        |
| Artur Dawtjan  | Sprung     | 14,666        | 7             | 14,966 | 2      | Silber |
| Wahagn Dawtjan | Ringe      | 14,733        | 7             | 14,866 | 6      | 6      |